# Terlipressina
La terlipressina, o triglicil-lisin-vasopressina,  è un precursore della vasopressina, ed è un derivato sintetico che differisce da quest'ultima per la presenza nella catena terminale di tre molecole di glicina. 
È venduta sotto forma di soluzione iniettabile già pronta o come polvere e solvente.

## Farmacodinamica
A seguito di somministrazione per via endovenosa terlipressina viene metabolizzata con scissione delle tre molecole di glicina, formando la lisinvasopressina.
Il metabolismo comporta una graduale liberazione dell'ormone attivo (la vasopressina) il quale a sua volta determina vasocostrizione del letto vascolare splancnico, provocando aumento di resistenza al flusso ematico intestinale e riducendo la pressione venosa portale.
La terlipressina si caratterizza per una durata di azione che varia tra le 4 e le 6 ore, decisamente più lunga se confrontata con i 20-40 minuti della forma attiva, vasopressina.

## Farmacocinetica
L'emivita di distribuzione e di eliminazione è rispettivamente di 8 e 50 minuti.
La concentrazione plasmatica massima (Cmax) si raggiunge fra i 60 ed i 120 minuti. 
Una minima quantità di terlipressina (1% circa) compare successivamente nelle urine.

## Usi clinici
Terlipressina è utilizzata come farmaco per il trattamento di emorragie da varici esofagee e nella prevenzione di eventuali emorragie conseguenti a interventi di sclerotizzazione intravaricosa esofagea.
Può essere utilizzata in caso di shock settico non rispondente alla norepinefrina.
Viene inoltre utilizzata nel trattamento della sindrome epatorenale di tipo 1 in quanto si è dimostrata efficace nel ridurre la mortalità e migliorare la funzionalità renale.

## Effetti collaterali ed indesiderati
L'infusione di terlipressina può determinare nausea, cefalea, dolore addominale, riduzione della diuresi, ipertensione arteriosa e, talvolta dolore stenocardico.
Più raramente sono stati segnalati casi di necrosi epidermica, anche estesi.

## Controindicazioni
Il farmaco è controindicato in soggetti con ipersensibilità nota al principio attivo oppure ad uno qualsiasi degli eccipienti. È inoltre controindicato nelle donne gravide e nelle donne che allattano al seno. 
Ulteriori controindicazioni (relative) sono l'ipertensione arteriosa grave, l'insufficienza coronarica, aritmie cardiache in atto oppure una storia di pregresso infarto del miocardio.

## Dosi terapeutiche
Per il trattamento di varici esofagee sanguinanti si somministrano 2 mg per via endovenosa in bolo lento ogni 4-6 ore fino ad ottenere l'arresto della emorragia. Il trattamento dovrebbe essere prolungato fino ad un massimo di 24 ore.
In caso di trattamento preventivo delle emorragie da sclerotizzazione intravaricosa esofagea si somministrano per via endovenosa 2 mg di farmaco, sempre in bolo lento, entro 30-60 minuti dal programmato intervento sclerosante.